# Need for Speed: The Run
Need for Speed: The Run es un videojuego de carreras, el décimo octavo en la saga Need for Speed y fue desarrollado por EA Black Box y publicado por Electronic Arts. Fue lanzado el 15 de noviembre de 2011 en Estados Unidos y Latinoamérica y el 18 de noviembre en Europa para PC, PlayStation 3, Xbox 360, Wii, Nintendo 3DS y teléfonos móviles.
El juego está descrito como "Una gran carrera ilegal de alto riesgo a través del país. La única manera de sobrevivir es ser el primero desde San Francisco hasta Nueva York. Sin límites de velocidad, sin reglas, sin aliados. Todo lo que tienes son tus habilidades de conducción y gran determinación cuando te enfrentes a los corredores más destacados del mundo sobre las pistas más peligrosas del país".

## Jugabilidad
Need for Speed: The Run es un videojuego de carreras y el décimo octavo título de la serie Need for Speed. Los jugadores participan en carreras callejeras en ubicaciones del mundo real en los Estados Unidos. Hay más de 300 kilómetros (186,4 mi) de carretera, tres veces más que Hot Pursuit, lo que la convierte en el mayor juego Need for Speed en lanzamiento. La mayoría de los tipos de eventos requieren que el jugador supere a los oponentes para ganar la carrera. También hay eventos contrarreloj, carreras de batalla en las que el corredor deberá mantenerse primero durante un tiempo limitado y eventos de supervivencia donde los jugadores deben evitar que su vehículo sea destruido mientras están bajo ataque. Los autos se dividen en 6 niveles según el rendimiento. Durante una carrera, el jugador puede ingresar a una estación de servicio para cambiar el vehículo que está usando y hacer personalizaciones visuales. A diferencia de los títulos anteriores de Need for Speed, The Run presenta secciones donde el jugador sale de su automóvil y viaja a pie. El juego en estas secciones está restringido a evento de tiempo rápido.
El modelo de conducción del juego se describe como "siéntate en algún lugar entre Shift y Hot Pursuit", no tan estilo arcade como Hot Pursuit, pero tampoco con el estilo de simulador como Shift. The Run emplea una amplia gama de vehículos del mundo real, aparentemente asimilando la mezcla habitual de muscle cars, corredores callejeros y exóticos refinados, descritos como "cada automóvil presenta un desafío de conducción diferente para el jugador". Exclusivamente digitalizado para el juego es el Porsche 911 Carrera S y el Pagani Huayra. El sistema de daños es similar al que se ve en Hot Pursuit. Los autos se pueden modificar con mejoras de rendimiento y mejoras visuales, como colores de pintura y kits de carrocería. Hay kits cosméticos para el cuerpo conocidos como kits Style Pack y están los kits Aero Pack, que afectan la aerodinámica y el rendimiento.
Se utiliza un sistema de puntos de experiencia (XP) para desbloquear autos y eventos en carreras multijugador y de la Serie de Desafíos. El juego también presenta una opción de reinicio o rebobinado que le permite al jugador reiniciar un evento hasta su último punto de control si destroza su vehículo en caso de colisión o por oportunidad perdida. Los rebobinados solo están disponibles en cantidades limitadas ya que su cantidad depende del nivel de dificultad que el jugador haya seleccionado: fácil tiene 10 rebobinados, normal tiene 5 rebobinados, difícil tiene 3 rebobinados y extremo tiene 1 rebobinado, así como los oponentes de inteligencia artificial (IA) más difíciles.
La policía puede hacer apariciones a lo largo de la carrera. A diferencia de entregas anteriores, no tienen niveles específicos de clasificación, sin embargo, unidades más veloces aparecerán a medida que la carrera avance. Para detener al jugador, utilizarán mayormente bloqueos, derribos e impactos.
El juego, además, contiene una serie de desafíos desbloqueable al completar el modo carrera. Cada categoría está basada en una etapa del modo carrera, no obstante, es posible desbloquear nuevas categorías mediante paquetes descargables. Los retos consisten en ganar una carrera, persecución o una prueba contrarreloj lo más rápido posible, pudiendo obtener medallas de Platino, Oro, Plata y Bronce según el tiempo.

### Multijugador
Hasta ocho jugadores pueden participar en una sola partida en línea. Los jugadores pueden divertirse con amigos, elegir una lista de reproducción de sus desafíos favoritos y competir por la supremacía en todas las etapas del juego. Además de esto, los jugadores nunca más tendrán que esperar en el lobby, incluso si se unen a una carrera en progreso. Las partidas multijugador se dividen en diferentes listas de reproducción, como Supercar Challenge, NFS Edition Racing, The Underground, Mixed Competition, Sprint Exótico y Batallas Muscle Car. La mayoría de estos modos pertenecen a diferentes variedades de automóviles para cada carrera, pero el Supercar Challenge está destinado exclusivamente a los autos más rápidos en las pistas más rápidas. El jugador puede seleccionar un evento y votar hacia el curso de la carrera en el que debería desarrollarse el juego multijugador. Los jugadores también participan en un sistema de recompensas conocido como "La rueda de bonificación", que selecciona aleatoriamente una recompensa y los criterios de gol requeridos para ella.

### Versiones de Wii y 3DS
El juego es similar a "Need for Speed: Hot Pursuit". Los jugadores corren por las autopistas hasta que se encuentran con un coche de policía. La policía luego trata de perseguirlos y destrozar su auto. También encuentran otros objetivos, como una carrera directa. Hay otro modo en el que los jugadores 'pelean' contra un rival. También pueden competir en cabinas de peaje que también funcionan como puntos de control.
La versión para 3DS también presenta Autolog, que está integrado en todo el modo carrera y utiliza 40 desafíos en el juego repartidos por toda la campaña. El juego también aprovecha StreetPass, lo que permite a los jugadores subir sus mejores puntajes de Autolog a otros dispositivos de Nintendo 3DS. En el modo multijugador, el juego presenta un modo de carrera directa en el que compiten ocho personas. También hay un modo de cuatro contra cuatro policías contra corredores. El juego es compatible con Wi-Fi y conexiones inalámbricas locales. Sin embargo, la versión de Wii carece de juego en línea, pero tiene multijugador en pantalla dividida.

## Argumento
El protagonista Jack Rourke (Sean Faris) (Voz: Julio Bracho Castillo), tiene problemas con la mafia; Jack es presumido y arrogante, y gracias a eso ha generado una enorme deuda que no puede pagar pero además es un gran corredor de coches, el mejor. Al principio el protagonista esta inconsciente y es atrapado por la mafia luego de amarrarle las manos al volante del coche (Porsche 911 Carrera S, modelo 2012), el protagonista despierta a punto de ser triturado junto con el coche y se las ingenia para salir y huir de la mafia en un Audi RS4, el escenario cambia en una persecución entre el protagonista huyendo de los Porsche Cayenne Turbo de la mafia disparándole con unas Uzis y dañando el coche hasta llegar a las líneas férreas en donde, gracias a un ferrocarril, consigue escapar de la mafia.
Jack recurre a una amiga, Sam Harper (Christina Hendricks) (Voz: Cristina Hernández), para ayudarle con sus problemas, Sam le propone entrar a las carreras a lo que el protagonista acepta. Es una gran carrera desde San Francisco hasta Nueva York con los mejores 200 pilotos reunidos, para entrar a la carrera hay que pagar 250000$ y al último que quede en la carrera se gana 25000000$. El protagonista dispondrá de 5 coches de los cuales 2 estarán bloqueados (más adelante el jugador ira desbloqueando coches nuevos) BMW M3 GTS, Nissan Fairlady 240ZG, Shelby Mustang GT500 Super Snake, Chevrolet Camaro ZL1 (Bloqueado), y Porsche 911 Carrera S (Bloqueado). Una vez obtenido un coche el jugador tiene que estar en el puesto 150 antes de llegar a Las Vegas, allí, es arrestado por la policía pero se las arregla para escapar y conseguir uno de estos autos: Lamborghini Gallardo LP550-2 Valentino Balboni, Aston Martin V12 Vantage y Porsche 911 GT3 RS y después llega a Chicago donde es emboscado por la mafia, hasta que lo interrumpe mientras compite. Se sale del auto y entra en el rascacielos en construcción, saltando en edificio en edificio evadiendo del helicóptero de la mafia. Al caer en un callejón sin salida, unos policías revisan el callejón, pero de repente, Jack derriba al policía y se lleva su automóvil policial robándoselo. Después, el helicóptero de la mafia aparece de nuevo, y le dispara hasta llegar a las líneas férreas cuando le dispara contra un tanque de furgón estrellándose en las vías donde Jack despierta a punto de ser asesinado por el tren. Sam le dice que vaya a una exhibición de automóviles de la marca alemana Audi para obtener uno de estos tres al regresar a la carrera: Audi Quattro 20V, Audi RS4; (el vehículo que lo utilizaba para escapar de la mafia), y Audi R8 V10. Volviendo a la carrera, es perseguido hasta la zona industrial de Cleveland donde Jack destruye el helicóptero de la mafia en el que lo perseguian y termina en la vía del ferrocarril y escapa del auto y Sam le dice que vaya con un sujeto llamado Uri (Voz: Ricardo Tejedo) para conseguir un auto de estos tres: Porsche 918 RSR, Pagani Huayra, y Lamborghini Anventador LP700-4 (Bloqueado). Después llega a Nueva Jersey y así hasta llegar en un uno contra uno en Nueva York, venciendo desde 1 hasta 8 oponentes, apareciendo diferentes tipos de coches patrulla, corriendo por diferentes escenarios y paisajes, y antes de llegar a Nueva York el protagonista se enfrentara nuevamente a la mafia disparándole.
En un uno contra uno Jack se enfrentara contra Marcus Blackwell, el jugador tendrá que ser bastante ingenioso para vencer a este gran oponente, el coche de Marcus es un Aston Martin One-77, es bastante veloz y sobre todo muy ágil, Marcus es muy tramposo y está dispuesto a sacar a quien se interponga en su camino tanto así que en medio de la carrera le disparara con una Beretta 92 al protagonista sacándolo de la pista, entonces el jugador correrá en el subterráneo de Nueva York evitando ser aplastado por los ferrocarriles para luego volver a la carrera; el jugador llegara a los muelles hasta un galpón en donde solo el jugador deberá entrar mientras ve cómo Marcus se estrella y se vuelca con su coche y automáticamente le da la victoria a Jack. Al final, en Brooklyn 8 horas más tarde en Agostini's Restaurant, Sam le informa que sus problemas con la mafia se han resuelto y que su parte del dinero de la carrera esta en Grand Central Station pero además Sam le informa a Jack que la acaban de llamar informándole acerca de otra carrera con el doble de las ganancias y acaba en que Jack se queda pensando acerca de esa propuesta. El videojuego concluye con Sam diciéndole que como iba en su día libre, mientras Jack al hablar, la policía lo persigue.
En The Run participarán de un "mundo de carreras ilegales y de alto riesgo" en un viaje desde San Francisco a Nueva York con escalas en Las Vegas, Denver, Detroit y muchos otros lugares. La policía no será la única persiguiendo al jugador, ya que tendrá que pasar numerosos retos a lo largo de la carrera. The Run usará el motor de juego Frostbite 2.0, lo que lo hace el primer videojuego que no sea de disparos en utilizar este motor, esto hará que nuestro automóvil "domine la carretera a las velocidades más altas, todo acompañado de una gran historia". El Autolog característico de versiones anteriores de Need for Speed vuelve en The Run.
Nueva información del juego ha revelado que el nombre del personaje principal será Jack Rourke, el que debe de ganar la carrera con el fin de "salvar su vida". El juego presenta acción fuera del coche por primera vez en la serie, representada por los eventos de contra el tiempo como correr de un helicóptero por los tejados, robar coches de los policías, etc.
Este es el primer Need For Speed que ha sido doblado al Español Latino.
La versión de 3DS y Wii, nos pone en los zapatos de Matt, un corredor metido en problemas, su historia comienza cuando, 2 personas misteriosas tiran su automóvil Mustang al fondo de la bahía, al salir, ve a una chica llamada Sophia DiMarco, ella le propone un recorrido para la carrera de "The Run" y tendremos que recorrer varios camino como, cruzar la ciudad de San Francisco en menos de 3 minutos, ganar carreras, recorrer carreteras en general. En uno de ellos encontraremos a un viejo amigo de Matt llamado Jasson, el, enojado por qué Matt supuestamente fue culpado de ser el responsable de la muerte de su hermana Wynona, busca venganza. 
A la medida que recorremos este juego nos damos cuenta que Sophia DiMarco tiene un plan para entregar un Maletín a la mafia, así, utilizando a Matt al hacer el recorrido. 
Recorreremos desde San Francisco hasta Nueva York, tal y como el juego original, debido a limitaciones obvias de los 2 periféricos no tiene una jugabilidad y gráficos tan buenos, sin embargo, mucha gente dice que esta historia está mejor desarrollada que la de las versiones de Xbox 360/PC/PS3.

## Desarrollo
Desde el lanzamiento de Need for Speed: Undercover, EA Black Box ha estado trabajando en otro título de la franquicia, seguramente continuando con la acción focalizada en carreras callejeras como en títulos anteriores de Black Box. El extendido desarrollo del juego les da a los desarrolladores la oportunidad de crear un videojuego que "pueda realmente arrasar en la categoría". También se confirmó que el juego contaría con una historia y personajes. El 29 de abril de 2011, EA lanzó un tráiler y confirmó los detalles del juego. "Este 2011 será el año donde Need for Speed pasa a otro nivel", dijo Jason Delong, productor ejecutivo de EA. "Creemos que Need for Speed: The Run sorprenderá a la gente con su intensa y emocionante historia, con un gran sensación de acción. Pero el juego no sería nada sin coches tuneados y locas persecuciones a toda velocidad. Así que eso es lo que estamos desarrollando: una carrera explosiva que tendrá a los jugadores coqueteando con el peligro a más de 320 Kilómetros por hora".

## Coches
Los siguientes coches que están disponibles en el juego son:
- Alfa Romeo 8C Competizione (solo en NFS The Run Pack Italiano)
- Aston Martin One-77
- Aston Martin V12 Vantage
- Audi Quattro 20 V
- Audi RS 4
- Audi R8 Coupé 5.2 FSI Quattro
- BMW 1M Coupé
- BMW E92 M3 GTS
- BMW M3 E30 Sport Evolution
- Bugatti Veyron 16.4 Super Sport (solo con el DLC Super Pack)
- Chevrolet Camaro SS
- Chevrolet Camaro ZL1 (disponible en la edición limitada)
- Chevrolet Corvette Z06 NFS Carbon Edición Limitada
- Chevrolet El Camino SS
- Dodge Challenger SRT-8
- Dodge Challenger R/T 1971
- Dodge Charger SRT8 Police Car
- Ford GT
- Ford Mustang Boss 302 69' (modelo de 1969)
- Ford Mustang Boss 302 12' (modelo de 2012)
- Ford Mustang RTR
- Ford Police Interceptor Concept
- Ford RTR-X
- Ford Shelby GT500 Super Snake
- Hennessey Venom GT (solo con el DLC Super Pack)
- Gumpert Apollo S (solo con el DLC Super Pack)
- Koenigsegg Agera R (solo con el DLC Super Pack)
- Lamborghini Aventador LP700-4 (disponible en la edición limitada)
- Lamborghini Countach QV5000 (solo con el DLC Super Pack)
- Lamborghini Diablo SV (solo en NFS The Run Pack Italiano)
- Lamborghini Gallardo LP570-4 Superleggera (solo en NFS The Run Pack Italiano)
- Lamborghini Gallardo LP550-2 Valentino Balboni
- Lamborghini Miura SV
- Lamborghini Murciélago LP670-4 SV
- Lamborghini Sesto Elemento
- Lancia Delta Integrale Evolucione (Solo en NFS The Run Pack Italiano)
- Lotus Evora
- Lotus Exige Cup 260
- Lexus LFA (solo con el DLC Super Pack)
- Maserati GranTurismo MC stradate (solo en NFS The Run Pack Italiano)
- Maserati MC12 (solo en NFS The Run Italian Pack)
- Mazda MX-5
- Mazda RX-7 RZ
- McLaren MP4-12C
- Mitsubishi Lancer Evolution X
- NFS Underground 2 Rachel's Nissan 370Z (Z34)Edition (solo con el DLC Heroes and Villains)
- NFS Most Wanted BMW M3 Boss GTS Edition (solo con el DLC Heroes and Villains)
- NFS Most Wanted Razor's Ford Mustang Boss 302 Edition (solo con el DLC Heroes and Villains)
- NFS Shift 2 Unleashed BMW Z4 Edition (solo con el DLC Heroes and Villains)
- Nissan 200SX (S14)
- Nissan 370Z
- Nissan GT-R (R35)
- Nissan Fairlady 240ZG
- Nissan Skyline GT-R (R32)
- Pagani Zonda Cinque
- Pagani Zonda R (solo en NFS The Run Pack Italiano)
- Pagani Huayra
- Porsche 911 GT2 (993)
- Porsche 911 Carrera S (991) (disponible en la edición limitada)
- Porsche Carrera GT (solo con el DLC Super Pack)
- Porsche GT3 RS 4.0 (997 Fase II)
- Porsche 918 spyder concept
- Renault Sport Mégane R.S.
- Subaru Impreza WRX STI
- Shelby Cobra Daytona Coupé
- Toyota Corolla GTS (AE86)
- Toyota Supra (A80)
- Volkswagen Golf GTI Mk1
- Volkswagen Scirocco R

Nota: la versión de PlayStation 3 incluye de serie los autos del DLC Super Pack.

## Tráilers
Desde su anuncio, Electronic Arts ha lanzado una serie de tráilers que van dando detalles del juego, como su jugabilidad, pistas e historia. A continuación se mostrarán dichos videos (disponibles en HD) con sus respectivos enlaces para su visita en YouTube.

### Muerte desde Arriba
Como parte de la épica carrera de Jack cruza por el centro de Chicago y experimenta la impresionante acción detrás del volante y a pie. Jack debe evadir a las patrullas, un helicóptero de la mafia y una lluvia de balas para escapar de la multitud en su intento desesperado por volver a la carrera.
Muerte desde Arriba

### Corre por las Colinas
Se muestra la jugabilidad y como Jack logra superar un reto de adelantar a 10 coches cruzando por los áridos desiertos.
Corre por las Colinas

### Enterrado Vivo
Jack debe tomar una decisión de vida o muerte en Colorado. Sigue por el camino largo y pierde tiempo valioso o ignora las advertencias y usa sus habilidades para superar a la gran avalancha a la que se enfrenta.
Enterrado Vivo

### Comercial de Michael Bay para la TV
El conocido director de cine Michael Bay se hizo presente esta vez con un comercial para la TV de este videojuego de carreras The Run.
Trailer hecho por Michael Bay para The Run